# Rakari
Rakari (en serbe cyrillique : Ракари) est un village de Serbie situé dans la municipalité de Mionica, district de Kolubara. Au recensement de 2011, il comptait 424 habitants.

## Histoire et tourisme

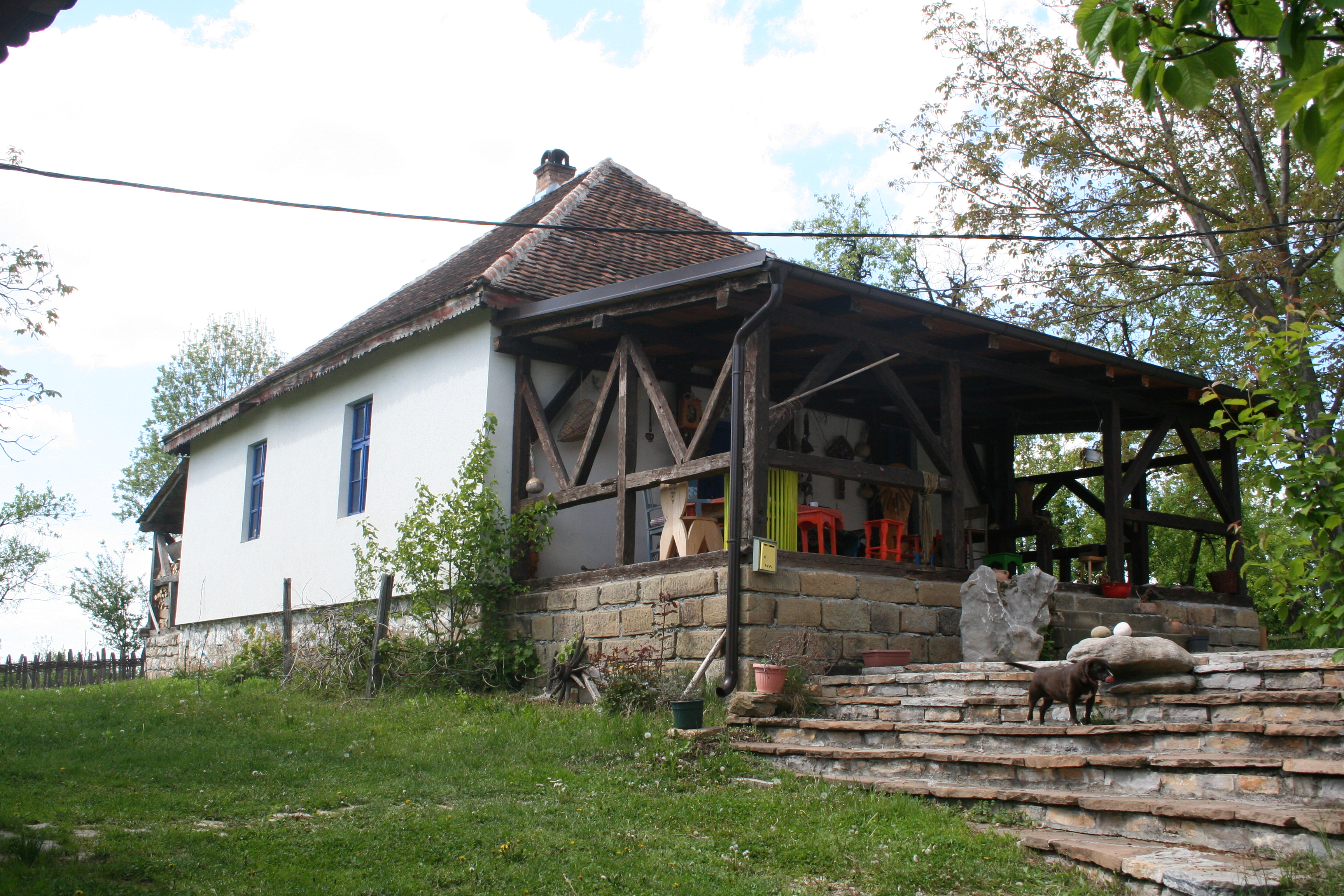
La « cour de tissage » de Rakari
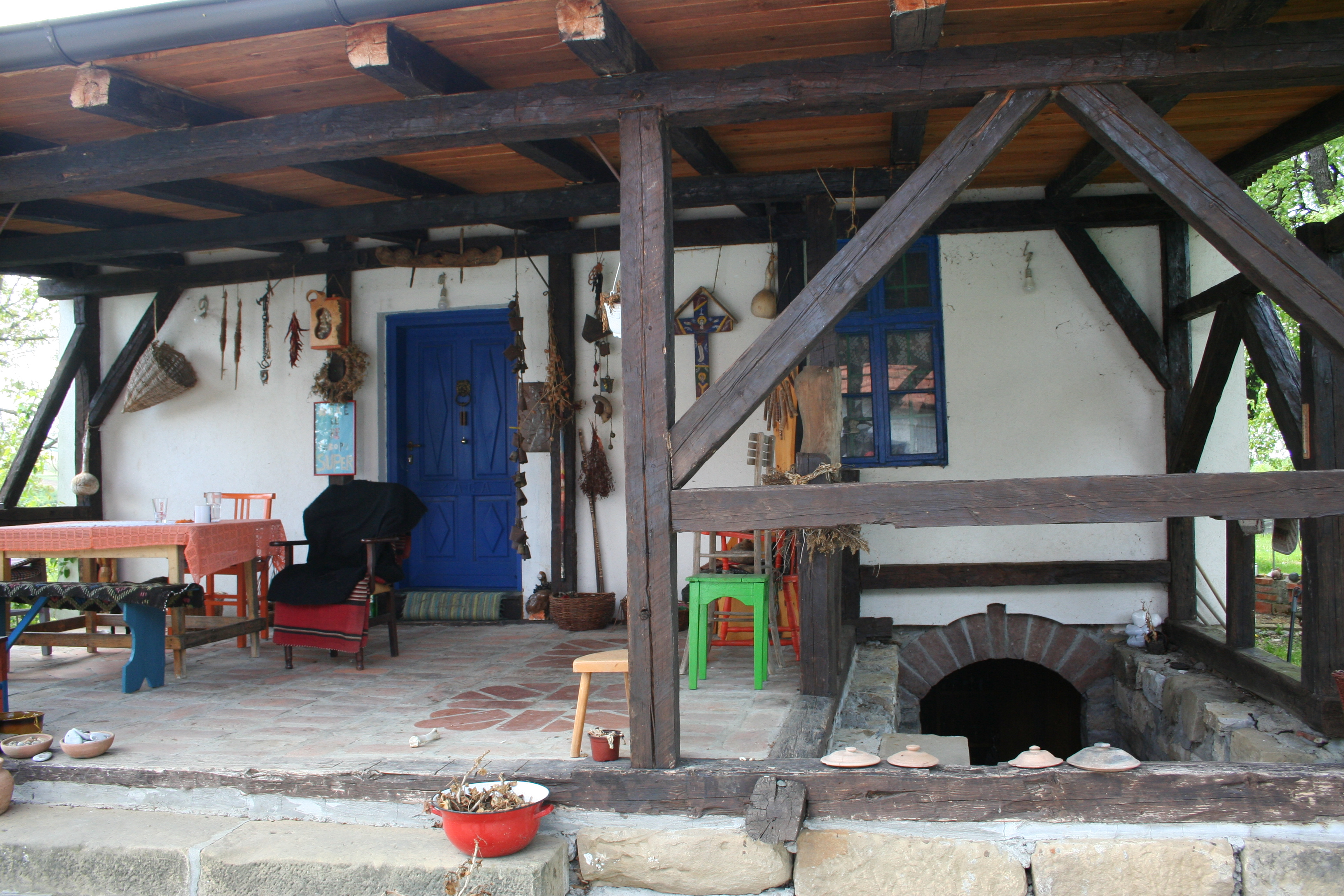
La « cour de tissage » de Rakari
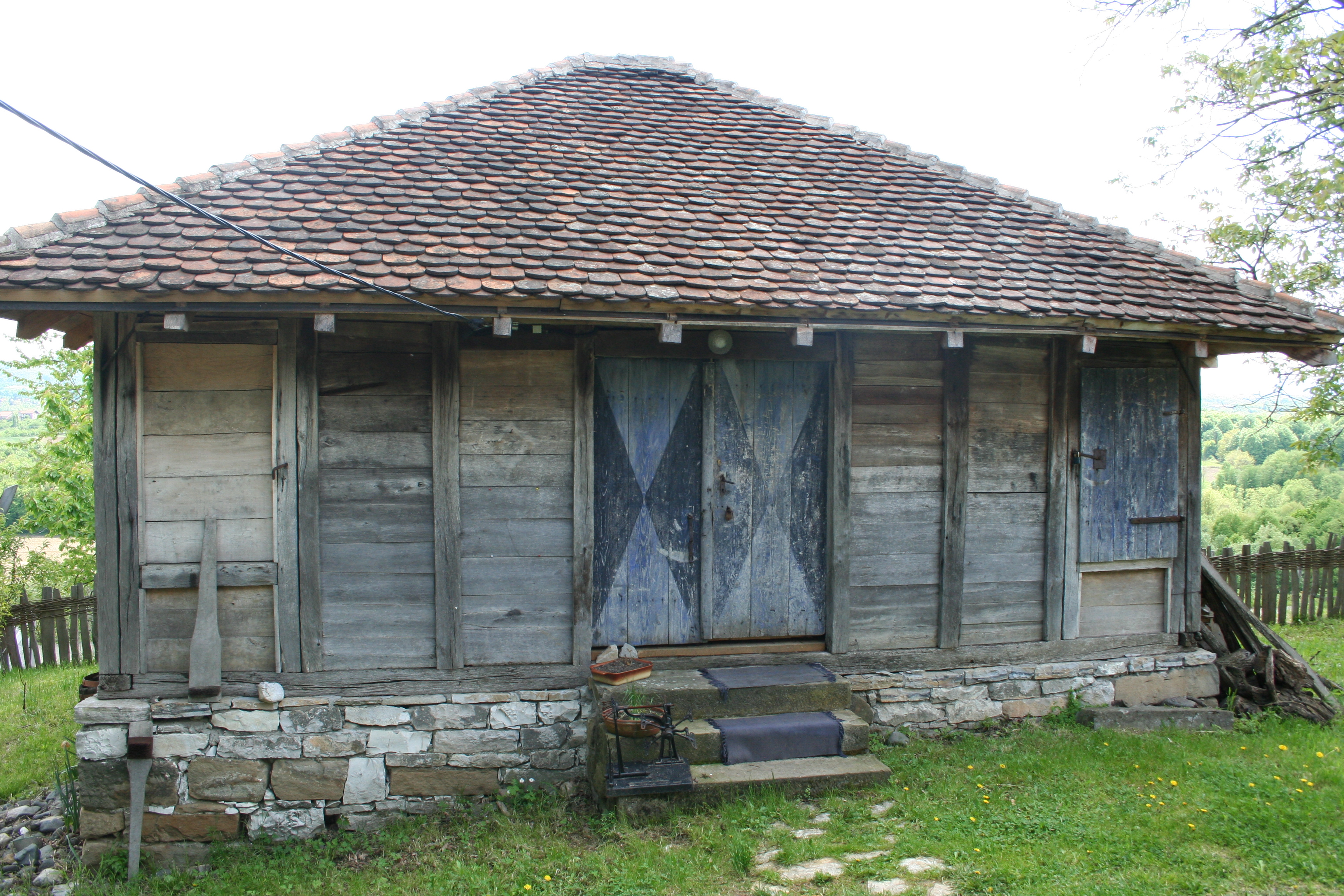
La « cour de tissage » de Rakari
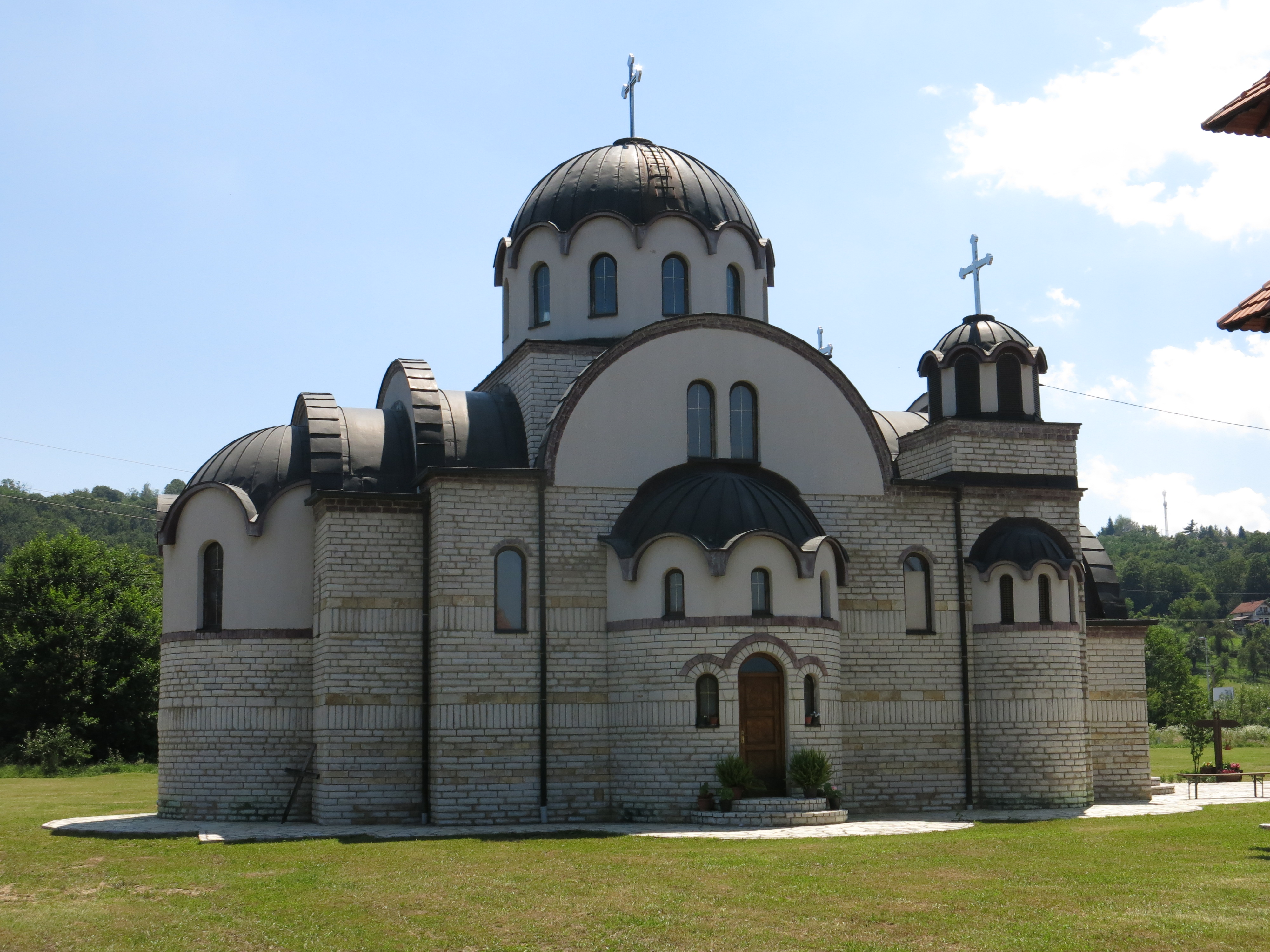
L'église Sainte-Marine de Rakari

## Démographie

### Évolution historique de la population
| 1948 | 1953 | 1961 | 1971 | 1981 | 1991 | 2002 | 2011 |
| ---- | ---- | ---- | ---- | ---- | ---- | ---- | ---- |
| 588  | 617  | 577  | 598  | 528  | 465  | 513  | 424  |

|  |